# Муни, Эдуард Алоизиус
Эдуард Алоизиус Муни (англ. Edward Aloysius Mooney; 9 мая 1882, Маунт Савадж, Мэриленд, США — 25 октября 1958, Рим, Италия) — американский кардинал и ватиканский дипломат. Титулярный архиепископ Иренополи с 21 января 1926 по 28 августа 1933. Апостольский делегат в Восточных Индиях с 21 января 1926 по 30 марта 1931. Апостольский делегат в Японии с 30 марта 1931 по 28 августа 1933. Епископ-архиепископ Рочестера с 28 августа 1933 по 26 мая 1937. Архиепископ Детройта с 26 мая 1937 по 25 октября 1958. Кардинал-священник с 18 февраля 1946, с титулом церкви Санта-Сусанна с 22 февраля 1946.